# Collaborators
Collaborators è un'opera teatrale del drammaturgo britannico John Hodge, debuttata a Londra nel 2011. La pièce è ambientata nell'Unione Sovietica tra il 1938 e il 1940, quando Stalin incrementò le Grandi Purghe che causarono la morta, prigionia e esilio di milioni di persone. La pièce, che immagina una collaborazione tra Stalin e Michail Afanas'evič Bulgakov, vinse il Laurence Olivier Award alla migliore nuova opera teatrale.

## Trama
Michail Afanas'evič Bulgakov ha appena terminato di scrivere Vita del signor de Moliere, che i suoi amici considerano un capolavoro. La notte dopo la prima, Bulgakov riceve la visita di due agenti della polizia segreta del Commissariato del popolo per gli affari interni. La polizia afferma che la sua pièce verrà chiusa e non sarà mai più messa in scena in Russia, a meno che non scriva un dramma celebrativo sulla vita di Stalin. Bulgakov rifiuta, ma le pressioni aumentano finché, terrorizzato, lo scrittore accetta il lavoro; l'autore siede per ore davanti alla macchina da scrivere, ma non riesce a mettere giù neanche una parola. Una notte riceve una chiamata anonima che gli offre aiuto se si presenterà ad una porta segreta nel tunnel di una stazione della metropolitana di Mosca.
Seguendo le istruzioni, Bulgakov arriva in una stanza sotto il Cremlino, dove incontra Stalin: il dittatore, grande fan del drammaturgo, si offre di aiutare Bulgakov negli aspetti biografici della pièce che sta scrivendo. Stalin comincia a scrivere qualche scena in cui rappresenta se stesso come un eroe che ha combattuto contro l'oppressione zarista, con grande soddisfazione del NKVD; Bulgakov intanto aiuta a sua volta Stalin, alleggerendolo di qualche documento di Stato. Inavvertitamente, il drammaturgo firma il documento che dà il via alle Grandi Purghe: Stalin finisce la pièce e gli amici di Bulgakov vengono arrestati e uccisi uno ad uno, lasciando lo scrittore in preda ai sensi di colpi e disperazione, che affrettano la sua morte per nefroangiosclerosi benigna.

## Produzioni
Nicholas Hytner diresse la prima del dramma, debuttato al Royal National Theatre di Londra il 25 ottobre 2011 con Alex Jennings nel ruolo di Bulgakov e Simon Russell Beale in quello di Stalin.
Nel marzo 2018 Collaborators ha debuttato in Italia al Teatro dell'Elfo, prodotta dal Teatro dei Filodrammatici con la traduzione e regia di Bruno Fornasari e un cast che comprendeva Tommaso Amadio, Emanuele Arrigazzi, Michele Basile, Emanuela Caruso, Eugenio Fea, Enzo Giraldo, Marta Lucini, Alberto Mancioppi, Daniele Profeta, Michele Radice, Chiara Serangeli, Umberto Terruso, Elisabetta Torlasco, Antonio Valentino.